# ベゴー

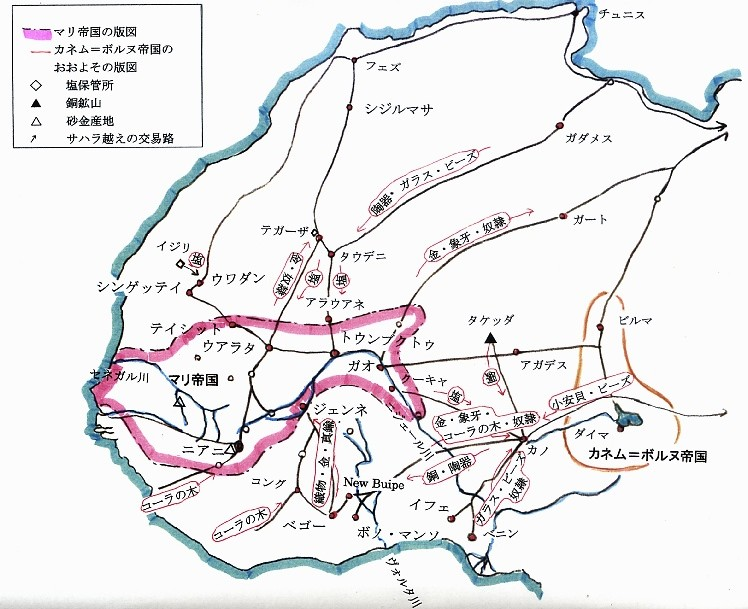
13世紀～15世紀初頭のサハラ交易路

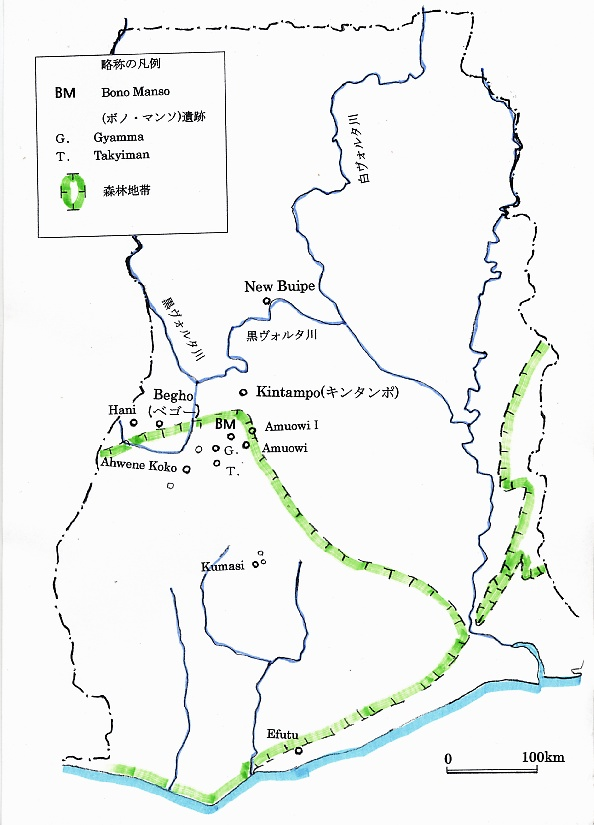
現ガーナ共和国内の考古遺跡

ベゴー（Begho）は、現ガーナ共和国中央部、ブロン地方に位置する12世紀から17世紀にかけてサハラ交易で繁栄した町である。
ベゴー周辺は、はやくから開けていたようで、紀元前2000年紀後半には、キンタンポ (Kintampo) 文化が繁栄し、紀元後２世紀には、ハニなどの遺跡で製鉄遺跡が発見されている。ベゴーは、熱帯雨林帯の北端でサバンナと接する位置にあって、これは、ニジェール川湾曲部からアカン族の砂金産地やコーラの実の産地を南側に控える中間地点という好立地でもあった。
ベゴーに最初に人が住み始めたのは、1100年前後であると考えられている。ベゴーは、その後発展し、14世紀頃は、モシ族の小国家のひとつの首都となり、金、銅、コーラの実の交易を行う一大中心地として繁栄しはじめる。とくに、マリ帝国出身のマンディンゴ人の商人が訪れて砂金やコーラの実をニジェール川湾曲部の交易都市ジェンネを通じて国へ持ち帰っていたようである。
また、ベゴーでは、1970年以降の発掘調査結果から、高さ1.5m、直径30mほどのＬ字型のマウンド群によって構成される街区が4つ、1～2kmほどの間隔で隣り合う構造の大きな市場街が検出された。これらの街区については、伝承によると、ブロング（Brong,又はボノBono人）とマリ帝国からやってきたイスラム商人のクラモ(Kramo)人の居住区と職人集団の居住区があったとされている。ベゴーの繁栄は、口頭伝承と放射性炭素年代測定によると17世紀初頭に頂点をきわめたようである。
しかし、それ以降は、サハラ交易路が東へ移ると同時に金の扱い量が減少し、ギニア湾岸にポルトガル人などの白人商人が直接金の入手を図るようになると衰退していくことになった。追い討ちをかけたのは、18世紀に砂金産地を押さえていたアカン族がアシャンティ王国を建設するようになったことである。ベゴーの町の居住は、1725年頃までで断絶していることが放射性炭素年代測定で判明している。